# Aco Šopov
Aco Šopov (Štip, 23 de diciembre de 1923-Skopie, 20 de abril de 1982) fue un poeta, traductor y diplomático macedonio. Es considerado como uno de los fundadores de la poesía contemporánea macedonia y uno de los poetas más notables del sudeste europeo del siglo XX. 
Desde su primer libro, Poemas (1944), hasta el último, Árbol sobre la colina (1980), Aco Šopov sentó las bases y construyó una poesía verdaderamente moderna que se apoyaba en su tierra natal con la sola ambición de inscribirla en el registro del mundo. Su obra reúne en una misma experiencia íntima, la viviencia del poeta, la suerte de su país y el destino común de la humanidad.

## Obra

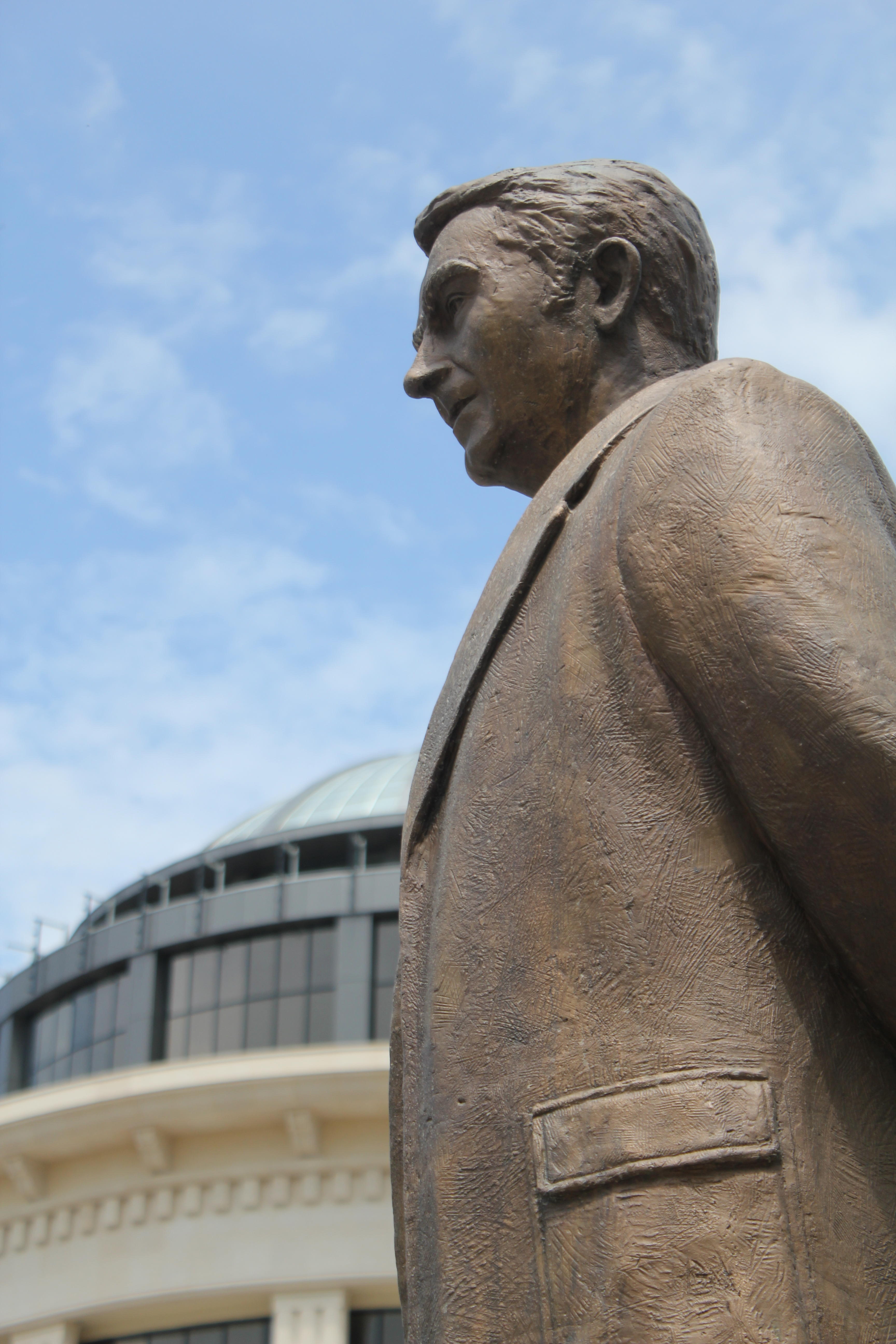
Monumento de Aco Šopov en Skopie

Aco Šopov constituye una de las ilustraciones más emocionantes de la palabra y el pensamiento poético macedonio: la inquietud es tanto su legado y su presagio.
No tendría sentido e incluso sería impío a buscar alguna verdad en la poesía de Šopov. A menudo, un solo verso suyo contiene siglos de experiencias con su cohorte de verdades y absurdos. Sólo podíamos decir con algún grado de certeza, que la poesía de Aco Šopov es el sitio de una larga metamorfosis del silencio y su antítesis: la emoción y la voz.
La poesía Aco Šopov alcanza su apogeo con el poemario Vidente de cenizas, publicado en 1970, así como en los ciclos “La larga llegada del fuego” y “Sol Negro“. El proceso creativo alcanza su madruez y queda establecido el diálogo con los topos universales. Los cuatro elementos —fuego, agua, tierra y aire— se revelan como poderosos agentes poéticos que, bajo una apariencia de sencillez, organizan todo un universo poético. Šopov parte de lo elemental para regresar a lo elemental, pero después de obtener un alto nivel de conciencia, después de haber dejado huellas detrás de sí, después de haber dejado un testamento a su pueblo y a su lengua.

## Libros de poesía
Autor del primer libro publicado en lengua macedonia al finalizar la Segunda Guerra Mundial (Poemas, 1944), Aco Šopov fue también el primer autor macedonio traducido al esloveno, una de las tres lenguas de la antigua Yugoslavia. Así mismo, publicó una 15 de libros de poesía en macedonio y otras tantas lenguas extranjeras, así como una cuarentena de libros de poemas escogidos. Šopov tradujo obras de Pierre Corneille, Edmond Rostand, Leopold Sedar Senghor y William Shakespear, por citar algunos de los grandes clásicos, e hizo que los lecotres macedonios conociesen estos autores.

## Libros en macedonio
- Песни. Куманово: Околиски НОМСМ, 1944. (повторни изданија: Београд: Издање Младог борца, 1944; Штип: штампарница Илинден, 1944).
- Пруга на младоста (со Славко Јаневски). Скопје: Главен одбор на Народната младина на Македонија, 1946.
- На Грамос. Скопје: НАПОК, 1950.
- Со наши раце. Скопје: Државно книгоиздателство на Македонија, 1950.
- Стихови на маката и радоста. Скопје: Кочо Рацин, 1952.
- Слеј се со тишината. Скопје: Кочо Рацин, 1955. e-kniga
- Ветерот носи убаво време. Скопје: Кочо Рацин, 1957.
- Небиднина. Скопје: Кочо Рацин, 1963. (повторни изданија: 1967, 1970, 1971, 1974, 1976)
- Раѓање на зборот. Скопје: Мисла, 1966.
- Јус-универзум. Скопје: Мисла, 1968.
- Гледач во пепелта. Скопје: Македонска книга, 1970.
- Песна за црната жена. Скопје: Мисла, 1976.
- Дрво на ридот. Скопје: Мисла, 1980.

## Libros traducidos en español
- Lector de cenizas. Presentación selección i traducción por Aurora Marya Saavedra. México: Cuadernos Cara a Cara, 1987, 93 p.
- Sol negro. Traducción de Luisa Futoransky. Prólogo y selección por Jasmina Šopova. Buenos Aires: Leviatán, 2011. 98 p.

## Libros traducidos en otros idiomas
- Zlij se s tišino. Prepev Ivan Minati. Ljubljana : Državna založba Slovenije, 1957.
- Örök várakozó. Foditotta: Fehér Ferenc, Novi Sad, Forum, 1964.
- Ветер приносить погожие дни. Перевод Александар Романенко. Москва: Прогресс, 1964.
- Предвечерје. Избор, превод и препјев Сретен Перовиć. Титоград: Графички завод, 1966.
- Ugunsmīlestība: dzeja. Vertimas Knuts Skujenieks, Sakartojis Aleksandar Romanenko. Riga: Liesma, 1974.
- Песме. Избор и предговор Георги Старделов; превод и препјев Сретен Перовић, Београд: Народна књига, 1974.
- Pjesma crne žene. Prevela Elina Elimova, Zagreb, August Cesarec, 1977.
- Дуго долаженје огња: изaбране песме. Превод Сретен Перовић, Београд: Рад, 1977.
- En chasse de ma voix. Choix et adaptation Djurdja Sinko-Depierris, Jean-Louis Depierris, Paris, Еditions Saint-Germains-des-Prés, 1978.
- Naşterea cuvéntului. Selectiesi traducere de Ion Deaconesvu ; prefatâ si note Traian Nica. Cluj-Napoca: Dacia, 1981.
- Lector de cenizas. Presentación selectión i traucción por Aurora Marya Saavedra. Mèhico: Cuadernos Cara a Cara, 1987.
- Шопов во светот, Шопов од светот. Избор и предговор Милош Линдро. Скопје: Македонска книга, 1994 (Избор, кн. 2).
- Anthologie Personnelle. Poésie traduite du macédonien par Jasmina Šopova ; introduction d’Ante Popovski ; adaptation et postface d’Edouard Maunick. Paris: Actes Sud / Editions UNESCO, 1994.
- Stigmate. Edité par Jasmina Šopova. Skopje : Matica makedonska, 2001.
- Senghor-Šopov : Parallèles. Edité par Jasmina Šopova; Introductions: Jasmina Šopova, Hamidou Sall, Risto Lazarov. Illustrations: Hristijan Sanev. Skopje: Sigmapres, 2006.
- Sol negro. Traducción de Luisa Futoransky. Prólogo y selección por Jasmina Šopova. Buenos Aires : Leviatán, 2011.
- Geburt des Wortes = Naissance de la parole. Gedichte übersetzt aus dem Makedonischen von Ina Jun Broda ; Traduit du macédonien par Jasmina Šopova et Edouard J.Maunick. Struga: Sruga Poesieabende / Soirées poétiques de Struga, 2010.
- The Word’s Nativity. Edited by Katica Kulavkova. Skopje: St. Clement of Ohrid National and University Library, 2011.
- Soleil noir = Schwarze Sonne. Préface = Vorwort: Jasmina Šopova. Differdange: Editions PHI, 2012.
- Раждание на словото. Подбор, превод, предговор: Роман Кисьов ; Русе: Авангард принт, 2013.